# Jeux du Commonwealth Pays de Galles
Jeux du Commonwealth Pays de Galles , en anglais Commonwealth Games Wales (CGW) ou Commonwealth Games Council for Wales, est l’organisme qui est responsable du mouvement des Jeux du Commonwealth dans la nation constitutive du Royaume-Uni.
Le pays de Galles ne possède pas de comité national olympique puisque les quatre nations sont réunis sous la bannière du British Olympic Association (Team GB).
L'association est charge de représenter la nation auprès des instances des jeux du Commonwealth et de préparer la délégation des athlètes aux compétitions. Elle collabore également avec l'association Sport Wales qui est elle l'organisation nationale chargée de développer et de promouvoir le sport et l'activité physique au pays de Galles. 
Le Pays de Galles est l’un des six pays à avoir participé à tous les Jeux du Commonwealth depuis 1930, seul événement multisports auquel le Pays de Galles participe en tant que nation. Il a également été l'hôte de l'édition de 1958 à Cardiff .